# Pebràs lleter

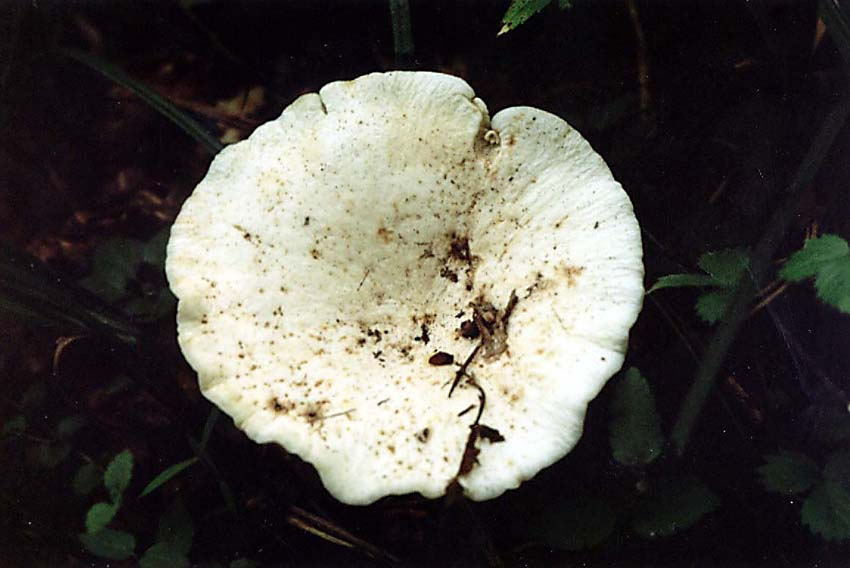
Vista superior d'un pebràs lleter

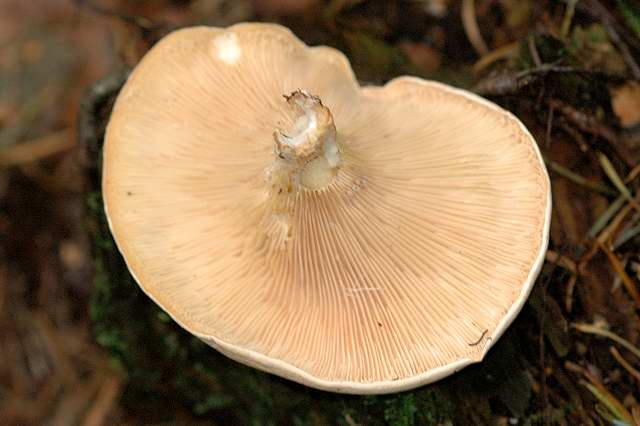
Exemplar fotografiat a la part belga de la regió de les Ardenes.

El pebràs lleter (Lactarius piperatus) és una espècie de fong de l'ordre dels russulals (Russulales). És un bolet termòfil conegut també com a terrandòs, cabra o gírgola.

## Etimologia
El seu nom científic prové del llatí (piper, pebre) pel seu sabor coent.

## Descripció
- Fa fins a 25 cm de diàmetre.
- Barret adult de color blanc o amb taques brunenques i amb una clara depressió central en forma d'embut i amb el marge enrotllat.
- Superfície de llisa a rugosa, mai vellutada.
- Làmines molt juntes i decurrents.
- Cama curta, gruixuda i blanquinosa.
- Carn ferma i de color blanc.
- Té una llet de gust molt picant i de color blanc que, en assecar-se, esdevé d'un verd groguenc.
- La seua olor és entre fúngica i afruitada, no pas desagradable.[6][7][5]

## Hàbitat
És un bolet primerenc que apareix sobretot a l'estiu o l'inici de la tardor, al voltant de planifolis (principalment, alzines, sureres, roures i castanyers) i coníferes, en grups de pocs exemplars i, amb freqüència, en companyia de la lleterola roja (Lactarius volemus).

## Distribució geogràfica
Es troba a Europa, el nord-est de Turquia (tocant la mar Negra) i l'est i el centre de l'Amèrica del Nord a l'est de Minnesota. Ha estat introduïda accidentalment a Australàsia, on es troba sota arbres introduïts i nadius.

## Ús gastronòmic
És comestible, però molt coent i una mica indigest (pot irritar les mucoses de l'aparell digestiu si no és ben cuinada). És considerat com una delícia a l'Europa oriental (incloent-hi Rússia) i l'Índia on és menjada fregida o rostida amb una mica de mantega i sal. També és molt popular a Finlàndia on és bullit diverses vegades, conservat en aigua salada i refrigerat abans de servir-lo en escabetx o en amanides. En altres indrets, és emprat com a condiment sec o fresc (com una mena de pebre), tot i així encara conserva un sabor desagradable i acostuma a ésser difícil de digerir. Si és consumit fresc o cru, pot causar una reacció irritant als llavis i la llengua que triga a desaparèixer una hora.

## Propietats medicinals
En el passat s'utilitzava per combatre malalties (com ara, la blennorràgia) i al segle xix com un remei popular contra la tuberculosi (tot i que sense cap efecte curatiu). Avui en dia és investigada per les seues propietats antimicrobianes i medicinals (es pot emprar com un agent antiviral i el seu làtex és efectiu contra les berrugues víriques).

## Confusió amb altres espècies
És molt semblant, gairebé idèntica, a l'espècie Lactarius pergamenus o Lactarius glaucescens, la qual comença a fructificar una mica més tard i el seu làtex es torna verd oliva en assecar-se sobre les làmines. A més, aquest làtex reacciona molt vivament amb la potassa, cosa que no fa el pebràs lleter. Altres Lactarius de color blanc (com ara, la pebrassa vellutada -Lactarius vellereus- o el pebràs lleter de riberada -Lactarius controversus-) tenen les làmines molt més separades.